# デヴィッド・バーニー
デヴィッド・バーニー（David Birney, 1939年4月23日 - 2022年4月29日）は、アメリカ合衆国出身の俳優である。元妻は女優のメレディス・バクスター。

## 人物
アルツハイマー病を患っていたが、2022年4月29日に83歳で死去した。

## 出演作品

### テレビ
- WITHOUT A TRACE/FBI 失踪者を追え!
- 新トワイライト・ゾーン
- セント・エルスウェア
- アウトロー刑事・セルピコ（フランク・セルピコ）
- ゲームの達人（デヴィッド・ブラックウェル）

### 映画
- アルコリズム／引きさかれた絆
- タッチ＆ダイ／プルトニウム２３９追跡指令!
- この愛を忘れない
- ナイト・オブ・ザ・フォックス
- 暗闇がやってくる
- デス・チェイス
- 愛と悲しみのハリウッド
- オー！ゴッド２／子供はこわい
- 恐怖のバースデイ・パーティ
- 姿なき脅迫
- 医師ジョナサン
- 新セルピコ／孤独刑事最後の挑戦
- 刑事ブロンク／スペシャル
- 安楽死
- 地獄のキャラバン隊